# 妊娠高血壓
妊娠高血壓，指孕婦在懷孕二十週之後，出現的高血壓症狀。
如果孕婦懷有多胞胎，或是水泡狀胎（葡萄胎），可能在二十週之前就出現高血壓症狀。
妊娠高血壓的孕產婦易產生子癇前症，是增加胎兒及母體發病率及死亡率的主因。

## 分類
妊娠高血壓通常有幾種狀況：
- 只要血壓高於140/90，都可被稱為妊娠高血壓。
- 若血壓高於140/90，且伴隨蛋白尿（在24小時的尿液樣本中，血清蛋白大於300毫克），則是妊娠毒血症。
  - 孕婦因此出現痙攣,即是子癇。
  - 伴隨溶血性貧血、肝酵素指數上升、血小板指數不足出現，即是HELLP症候群。